# Ann Arbor
Ann Arbor è una città degli Stati Uniti d'America, nella contea di Washtenaw, nello Stato del Michigan. Secondo il censimento del 2016 la città ha una popolazione di 120.782 abitanti, di cui il 32% composto da studenti universitari, rendendola la sesta più grande nel Michigan.

## Storia
Si suppone che il nome della città sia derivato dal nome della sua fondatrice, e dalla presenza di una vasta area boscosa, arbor.  La città è conosciuta soprattutto per essere la sede della Università del Michigan dal 1837, anno nel quale venne trasferita da Detroit.
È l'istituzione dominante di istruzione superiore nella città. L'università determina significativamente l'economia di Ann Arbor, impiegando 38.000 lavoratori, inclusi circa 7.500 nel centro medico. L'economia della città è anche incentrata sull'alta-tecnologia, con numerose compagnie attirate verso quest'area dalla ricerca e i fondi di sviluppo dell'università, e dai suoi laureati. D'altra parte Ann Arbor si è trovata alle prese con gli effetti dei bruschi incrementi dei valori dei terreni e con la gentrificazione, così come l'espansione urbana incontrollata che si estende lontano nella campagna circostante.
Ann Arbor è stata fondata nel 1824 dagli speculatori terrieri John Allen ed Elisha Rumsey. Il 25 maggio del 1824, l'area della città è stata registrata presso la contea di Washtenaw come “Annarbour”; che rappresenta il primo uso noto del nome della città. Ci sono varie spiegazioni sull'origine del nome dell'insediamento; una di esse dice che Allen e Rumsey l'abbiano deciso per le loro spose, entrambe chiamate Ann.
Nello stadio di atletica dell'Università si svolse, il 25 giugno 1935, il celebre Big Ten Meet durante il quale Jesse Owens stabilì ben quattro record del mondo di atletica leggera in soli 45 minuti.
La città dà il nome alla classificazione dello studio dei linfomi in seguito a una pubblicazione del 1971. Tale classificazione è ancora in uso nella pratica clinica oncologica.

## Geografia e paesaggio urbano
Secondo l'Ufficio del censimento degli Stati Uniti d'America (in inglese: United States Census Bureau), la città ha un'area totale di 28,70 miglia quadrate (74,33 km²), di cui 27,83 miglia quadrate (72,08 km²) sono composte da terra ferma, mentre le restanti 0,87 miglia quadrate (2,25 km²) sono coperte da acqua, in gran parte dal fiume Huron. Ann Arbor si trova a circa 35 miglia (56 chilometri) ad ovest di Detroit.
Il paesaggio di Ann Arbor è costituito da colline e valli, dove il terreno diventa più ripido nei pressi del fiume Huron. In generale, le zone centro-occidentali e quelle che si trovano a nord-ovest della città sono le parti più alte; mentre quelle più basse si trovano lungo il fiume Huron e nel sud-est.

## Amministrazione

### Gemellaggi
- Tubinga, dal 1965
- Belize, dal 1967
- Hikone, dal 1969
- Peterborough, dal 1983
- Juigalpa, dal 1986
- Dakar, dal 1997
- Remedios, dal 2003

## Curiosità
L'Università di Ann Arbor viene citata più volte in uno dei romanzi più noti della popolare scrittrice statunitense di best-sellers Danielle Steel, "Beauchamp Hall", frequentata per tre anni con successo dalla protagonista del romanzo.